# Slätkompassen
Slätkompassen(finska: Katava-Kumppoosi) är en ö i Finland. Den ligger i Bottenhavet och i kommunen Björneborg i den ekonomiska regionen  Björneborgs ekonomiska region i landskapet Satakunta, i den sydvästra delen av landet. Ön ligger omkring 33 kilometer nordväst om Björneborg och omkring 260 kilometer nordväst om Helsingfors.
Öns area är 2 hektar och dess största längd är 210 meter i nord-sydlig riktning.